# Florian Lüdi
Pour les articles homonymes, voir Ludi.
Florian Lüdi, né le 4 février 1976,, est un coureur cycliste suisse. Bon grimpeur, il a notamment remporté le Tour du Jura et le championnat de Suisse de la montagne en 2003. Il s'est également classé deuxième d'une étape contre-la-montre au Circuit des Ardennes en 2004.

## Palmarès
- 2002
  - GP Oberes Fricktal
  - 2e de Silenen-Amsteg-Bristen
  - 3e du Schellenberg Rundfahrt
- 2003
  -  Champion de Suisse de la montagne
  - Tour du Jura
  - Sierre-Loye
  - Martigny-Mauvoisin
  - Coire-Arosa
- 2004
  - 2e du Tour du Chablais
  - 3e du Tour du Jura
- 2005
  - Rund Um die Rigi
  - 2e de Sierre-Loye
  - 3e du Tour du Jura
  - 3e de Martigny-Mauvoisin
- 2006
  - Tour du Canton de Genève